# Maria de Jesus dos Reis Ferreira
Maria de Jesus dos Reis Ferreira (, ) é uma diplomata angolana, desde 2018 representante permanente e embaixadora extraordinária e plenipotenciária da República de Angola na Organização das Nações Unidas.

## Biografia
Estudou direito internacional na Universidade Católica Portuguesa do Porto, em Portugal. Ao lado do Movimento Popular de Libertação de Angola (MPLA), lutou pela independência de Angola de Portugal, que foi alcançada em 1975. Ocupa a posição de brigadeiro das Forças Armadas Angolanas, tendo trabalhado no Ministério da Defesa e no Ministério das Relações Exteriores em 1980. Em 2004 foi cônsul-geral no Porto.
Em 2011 foi embaixadora de Angola na Áustria, onde permaneceu no cargo até 2018. De 2011 a 2018 foi embaixadora de Angola na Croácia, Eslovénia e Eslováquia, e representante permanente nas Nações Unidas, tendo sido acreditada em Viena.
É desde 2018 representante permanente de Angola na Organização das Nações Unidas.